# زنغ يي
زنغ يي (بالصينية: 曾毅) هو مغني صيني، ولد في 6 نوفمبر 1979 في يييانغ في الصين.